# Зарплата на вимогу
Зарплата на вимогу (англ. Earned Wage Access, скорочено EWA) — фінансовий сервіс, що дозволяє працівникам отримати частину вже заробленої, але ще не виплаченої заробітної плати до офіційного дня виплат. Така модель забезпечує фінансову гнучкість і знижує залежність працівників від мікропозик.

## Історія
Концепція Earned Wage Access виникла в США на початку 2010-х років. Масову видачу «зарплати на вимогу» своїм співробітникам першою розпочала найбільша у світі мережа гуртово-роздрібний торгівлі «Walmart». Сьогодні понад півмільйона співробітників Walmart підключено до сервісу PayActive, і понад 600 тисяч — до Even. Таким чином, 5 із 6 співробітників торгової мережі мають доступ до EWA. Після цього сервіс впровадили такі компанії, як McDonald's, Hilton, Burger King, DHL, Amazon тощо.

## Принцип роботи
EWA працює як мобільний застосунок, інтегрований з обліковою або HRM-системою роботодавця. Щодня система розраховує доступну до зняття суму, базуючись на вже відпрацьованих годинах. Працівник може вивести ці кошти на банківську картку, а залишок зарплати отримує у звичайний день виплати.
Існують дві моделі:
- B2B: роботодавець підключає сервіс для своїх працівників, сервіс для користувача безкоштовний або частково оплачується.
- B2C: працівник сам підключає сервіс, надає доступ до банківських даних і сплачує комісію.

## Переваги

### Для працівників
- швидкий доступ до зароблених коштів;
- зниження фінансового стресу;
- відмова від мікрокредитів;
- покращення контролю над особистими фінансами.

### Для роботодавців
- підвищення продуктивності праці;
- зниження плинності кадрів;
- перевага в залученні кандидатів;
- швидке впровадження без зміни бухгалтерських процесів.

## Зарплата на вимогу в Україні
У 2024 році в Україні запущено перший повноцінний сервіс зарплати на вимогу — FlexiPay, розроблений у Jooble Venture Lab у партнерстві з Visa. Він дозволяє працівникам отримувати частину зароблених коштів миттєво через мобільний застосунок без відсотків і прихованих платежів.
За статистикою, понад 50 % українців не мають заощаджень, а середня сума мікропокредиту в Україні становить 5848 грн. Високі відсотки за кредитами і часта прострочка зумовлюють потребу в безпечніших інструментах, таких як EWA.

## Поширення
Станом на 2024 рік сервіси EWA впроваджені у понад 40 країнах, зокрема у:
- США (DailyPay, PayActiv, EarnIn);
- Великій Британії (Wagestream);
- Іспанії та Франції (Payflow);
- Індонезії (GajiGesa, Wagely);
- Мексиці (Minu);
- ПАР (PayMeNow, FloatPays).